# Lê Công Tuấn Anh
Lê Công Tuấn Anh (2 tháng 2 năm 1967 – 17 tháng 10 năm 1996; biệt danh Lê Công) là một nam diễn viên người Việt Nam, được biết đến với vai Quang "Đông-ki-sốt" trong bộ phim Vị đắng tình yêu. Anh được xem là diễn viên nổi tiếng nhất của điện ảnh Việt Nam thập niên 1990.
Bắt đầu sự nghiệp với vai trò là diễn viên kịch bằng việc gia nhập vào đoàn kịch nói Kim Cương, sớm sau đó Lê Công đã góp mặt trong những vở kịch nổi tiếng và thu hút sự chú ý từ các nhà làm phim. Vào năm 1989, Lê Công Tuấn Anh có vai diễn đầu tiên trong bộ phim điện ảnh Tìm vàng của đạo diễn Lê Xuân Hoàng. Đến năm 1990, anh thủ vai chính Vị đắng tình yêu; tác phẩm sau khi công chiếu đã nhanh chóng tạo nên "cơn sốt" phòng vé khắp cả nước và trở thành bộ phim có doanh thu cao nhất thập niên 90, đồng thời đánh dấu bước ngoặt cho sự nghiệp diễn xuất nam diễn viên về sau này.
Trong suốt thời gian hoạt động nghệ thuật của mình, Lê Công Tuấn Anh tham gia vào hơn 60 bộ phim khác nhau ở cả hai miền Nam – Bắc, cũng như đạt được nhiều giải thưởng danh tiếng trong nước. Vào năm 1993, anh đã lập cú đúp khi đoạt giải Nam diễn viên chính xuất sắc tại Liên hoan phim Việt Nam lần thứ 10 ở hai hạng mục phim truyện nhựa và phim truyện video. Lê Công cũng được bình chọn là Diễn viên được yêu thích nhất suốt ba năm liên tiếp từ 1993 đến 1995 tại giải "Văn nghệ sĩ được yêu thích nhất trong năm" tổ chức bởi báo Người lao động (tiền thân Giải Mai Vàng). Bên cạnh lĩnh vực điện ảnh, nam diễn viên còn tích cực tham gia vào nhiều vở kịch khác nhau và giành Huy chương vàng Hội diễn Sân khấu toàn quốc đợt 2 tại Thành phố Hồ Chí Minh năm 1995, với vai Sỏi vở Bước qua lời nguyền.
Lê Công Tuấn Anh đã trở thành "thần tượng" giới trẻ và là đối tượng săn đón của nhiều hãng phim nhà nước lẫn tư nhân. Cùng với các diễn viên phim mì ăn liền đương thời như Lý Hùng, Diễm Hương, Y Phụng,... Anh cũng được liệt vào "hàng ngũ sao" lúc bấy giờ và là một "hiện tượng đặc biệt trong làng phim ảnh nước nhà". Vào ngày 17 tháng 10 năm 1996, Lê Công Tuấn Anh đột ngột qua đời vì uống thuốc tự tử. Cái chết nam diễn viên khi đó đã trở thành sự kiện lớn trong xã hội và tang lễ của anh cũng là một trong những đám tang lớn nhất giới nghệ sĩ Việt Nam. Thi hài Lê Công Tuấn Anh sau đó được đem đi hỏa táng và lập mộ tại chùa Nghệ Sĩ, Thành phố Hồ Chí Minh từ đó đến nay.

## Đầu đời
Lê Công Tuấn Anh sinh ngày 2 tháng 2 năm 1967 tại Sài Gòn, có bố họ Lê còn mẹ họ Công Huyền, thuộc dòng dõi quý tộc ở Huế. Ngay từ khi còn nhỏ, Tuấn Anh đã mồ côi cha và phải sống với mẹ. Anh cũng có một người em gái. Lên 10 tuổi, mẹ của anh đi thêm bước nữa với một người đàn ông khác. Cả hai anh em phải vào sống trong trại trẻ mồ côi. Đến năm 1979, Lê Công Tuấn Anh được cô ruột bên bố là bà Lê Thị Ngoan, một bà sơ theo đạo đã 63 tuổi, bảo lãnh về nuôi ăn học tại một căn nhà ở Quận 3. Nhưng em gái của nam diễn viên lại không được về theo vì không đủ tiền chuộc; đây là điều đã khiến anh day dứt và là nhân tố ảnh hưởng đến tâm tính của Tuấn Anh về sau này. Sau khi trở về nhà bà Ngoan, vì hai người thường xuyên bất đồng nên Lê Công có thời gian từng bỏ nhà đi để trở thành trẻ bụi đời và làm nhiều công việc khác nhau kiếm sống qua ngày. Cùng trong năm 1979, anh bị đưa vào trường Giáo dục thiếu niên 3 để cải tạo một thời gian sau khi bị bắt vì tội ăn trộm. Tuy nhiên, với tính cách được mô tả là "hiền lành, chịu khó, siêng năng", Lê Công Tuấn Anh đã nhận sự quý mến từ các thầy cô và được giúp việc tại phòng y tế của trường. Anh cũng trở thành học trò của thầy thuốc Mến, sau khi được thầy chữa hết bệnh ghẻ lúc mới vào học. Ở đây, Lê Công Tuấn Anh đã trở thành một "y tá" và là "trợ thủ đắc lực" của thầy Mến.
Sau khi học hết bổ túc văn hoá lớp 10, Lê Công nghỉ để sang học thợ hàn tại Trung tâm dạy nghề quận. Tại đây, anh sớm trở thành "cây văn nghệ" của lớp, trường. Thời điểm này, phong trào văn nghệ quần chúng đang trong giai đoạn phát triển; Lê Công Tuấn Anh khi đó đã đạt được nhiều giải thưởng trong các hội thi, hội diễn văn nghệ quần chúng. Kịch bản đầu tay có tên Ngộ nhận được anh thực hiện kiêm vai trò đạo diễn lẫn diễn viên đã đạt giải thưởng cao khi tham gia một cuộc thi văn nghệ quần chúng.

## Sự nghiệp

### 1985–1989: Khởi đầu với Đoàn kịch nói Kim Cương và các vai diễn điện ảnh
Sau khi ra trường, Lê Công Tuấn Anh trở thành một thợ hàn chuyên nghiệp. Tuy nhiên anh vẫn tham gia vào các phong trào văn hóa văn nghệ tại Nhà văn hóa Quận 3. Nghệ sĩ Lê Bình, thời điểm đó đang phụ trách xây dựng phong trào quần chúng tại nhà thi đấu, đã phát hiện ra năng khiếu diễn xuất của Tuấn Anh và khuyến khích anh đi đóng kịch nói.
Khi Lê Công Tuấn Anh lên 18, 19 tuổi, anh cùng bạn gái Hồng Điệp đến Đoàn kịch nói Kim Cương để xin thử vai làm diễn viên. Vì số lượng thí sinh dự thi lên đến 400 người nhưng tiêu chuẩn chọn hơn 10 người, nên anh đã không dám dự thi mà chỉ hỗ trợ tinh thần cho bạn gái, nhận lời làm phụ diễn. Trong lúc Hồng Điệp đang chuẩn bị tiết mục, NSND Kim Cương vô tình nhìn thấy Lê Công "lấp ló" ở hậu đài sân khấu và nhận ra tiềm năng ở anh. Cả Lê Công Tuấn Anh cùng bạn gái đã được nhận vào đoàn diễn sau đó.
Sau khi được nhận vào đoàn, Lê Công Tuấn Anh chỉ chủ yếu đảm nhận các vai quần chúng, vai phụ trong những vở kịch như Hoàng tử và con gái lão chăn cừu, Vực thẳm chiều cao, Trà hoa nữ,... Nhờ vai diễn trong hai vở kịch gây tiếng vang khi đó là Nhân danh công lý và Lôi vũ, Lê Công Tuấn Anh dần được các nhà làm phim chú ý. Sau khi rời khỏi đoàn, Lê Công Tuấn Anh sớm có vai diễn nhỏ đầu tay trong bộ phim điện ảnh 4 tập năm 1989 Tìm vàng của đạo diễn Lê Xuân Hoàng, được coi là dạng phim đầu tiên của video thể nghiệm, nhưng thời điểm này anh vẫn chưa gây được sự chú ý. Dù vậy, trong thời gian sản xuất bộ phim đầu tay, anh đã kết thân "huynh đệ" với bốn người trong đoàn phim gồm đạo diễn Lê Xuân Hoàng, đạo diễn Trọng Hải, quay phim Lâm Thế Thành và diễn viên Phạm Thành Công. Sau đó Lê Công cũng đảm nhận một vai nhỏ trong bộ phim Phạm Công – Cúc Hoa ra mắt vào cùng năm. Vì cho rằng bản thân không hợp với điện ảnh, sau khi đóng được vài bộ phim, Lê Công đã xin trở lại đoàn kịch Kim Cương.

### 1990–1996: Thành công vớiVị đắng tình yêuvà các vai diễn sau đó
Khoảng một năm sau, Lê Công Tuấn Anh, lúc này đã 23 tuổi, bất ngờ nhận được lời mời đóng vai bác sĩ Quang "Đông-ki-sốt" trong bộ phim Vị đắng tình yêu của đạo diễn Lê Xuân Hoàng; vai diễn này cũng viết riêng cho anh. Lần này, Lê Công đã xin phép rời đoàn kịch một lần nữa để thực hiện dự án. Sau khi công chiếu lần đầu vào năm 1990, tác phẩm nhanh chóng tạo nên "cơn sốt" phòng vé khắp cả nước và trở thành phim có doanh thu cao nhất thập niên 1990, đồng thời được đánh giá là bộ phim "kinh điển" của điện ảnh Việt Nam. Tuy thuộc dòng phim mì ăn liền, song Vị đắng tình yêu vẫn nhận về những đánh giá tích cực từ giới chuyên môn và đem về cho đoàn phim nhiều giải thưởng nghệ thuật danh giá. Vai diễn của Lê Công Tuấn Anh đã được coi là "bước ngoặt" trong sự nghiệp của anh khi cùng với bạn diễn, người mẫu Thủy Tiên, trở thành "hiện tượng đặc biệt trong làng phim ảnh nước nhà". Anh cũng đoạt giải Nam diễn viên chính xuất sắc hạng mục phim truyện nhựa tại Liên hoan phim Việt Nam lần thứ 10 năm 1993 nhờ vai diễn trong phim.
Sau thành công từ bộ phim, Lê Công Tuấn Anh đã trở thành "thần tượng" giới trẻ và là đối tượng săn đón của nhiều hãng phim nhà nước lẫn tư nhân. Giống như các diễn viên phim mì ăn liền cùng thời như Lý Hùng, Diễm Hương, Y Phụng,... Lê Công Tuấn Anh cũng được liệt vào "hàng ngũ sao" lúc bấy giờ. Trung bình một năm, Lê Công Tuấn Anh đóng đến 20 bộ phim; nhiều khi anh phải thức trắng đêm để hoàn thành vai diễn của mình trong 4 ngày, thậm chí 2 ngày, chưa kể có những kịch bản phải từ chối vì quá bận rộn. Chỉ trong chưa đầy 10 năm với vai trò là diễn viên điện ảnh, Lê Công đã đóng hơn 60 bộ phim ở cả hai miền Nam – Bắc, trở thành diễn viên nổi tiếng nhất của điện ảnh Việt Nam thập niên 1990. Anh cũng nhận giải "Diễn viên được yêu thích nhất" tại giải "Bình chọn Văn nghệ sĩ được yêu thích nhất" (tiền thân giải Mai Vàng) suốt ba năm liên tiếp từ 1993 đến 1995.
Ngoài vai Quang "Đông-ki-sốt" trong Vị đắng tình yêu, Lê Công Tuấn Anh còn được biết đến với các vai chính trong Vĩnh biệt mùa hè, Anh chỉ có mình em, Em còn nhớ hay em đã quên, v.v.. Nhờ vai diễn trong Em còn nhớ hay em đã quên, Lê Công đã tạo nên cú đúp khi giành giải Bông sen vàng ở hai hạng mục Nam diễn viên chính xuất sắc cả phim truyện nhựa lẫn phim truyện video, cùng với Vị đắng tình yêu. Vào năm 1995, Lê Công đóng chính trong bộ phim Mặt trời đêm, vào vai một thanh niên trẻ bị mắc căn bệnh AIDS; vai diễn này sau đó đã đem về cho anh giải "Nam diễn viên chính được yêu thích nhất" tại giải Mai Vàng tổ chức lần đầu tiên vào cùng năm.
Bên cạnh lĩnh vực điện ảnh, Lê Công Tuấn Anh cũng tham gia nhiều vở kịch khác nhau như Đời luận anh hùng, Đèn không hắt bóng,... Năm 1995, Lê Công đã đạt Huy chương vàng ở Hội diễn Sân khấu toàn quốc đợt 2 tại Thành phố Hồ Chí Minh với vai Sỏi trong vở kịch truyền hình Bước qua lời nguyền.
Năm 1996, Lê Công Tuấn Anh vào vai chàng trai bị tâm thần trong bộ phim truyền hình nổi tiếng Ngọt ngào và man trá. Trong phim anh diễn cùng lúc hai nhân vật khác nhau; đây được coi là bước đột phá lớn trong diễn xuất của Lê Công, đồng thời cũng là tác phẩm trọn vẹn cuối cùng trong sự nghiệp diễn xuất nam diễn viên.

## Qua đời
Vào trưa ngày 17 tháng 10 năm 1996, Lý Hoàng Phúc, cháu của bạn Lê Công Tuấn Anh, học đại học ở cùng với anh trong căn trọ mà Tuấn Anh thuê rộng 30m2, đã phát hiện ra nam diễn viên trong tình trạng ngất xỉu và mặt bê bết máu, trên tay lúc đó đang cầm lọ thuốc. Anh nhanh chóng được đưa đi bằng một chiếc xe lăn đến Bệnh viện Trưng Vương. Lê Công Tuấn Anh đã qua đời vào chiều cùng ngày, ở tuổi 29. Kết quả giám định pháp y sau đó được công bố, cho thấy nam diễn viên tử vong vì tự tử sau khi bị ngộ độc bởi một loại thuốc đặc trị bệnh sốt rét tìm thấy tại hiện trường.
Cái chết của Lê Công Tuấn Anh đã trở thành một sự kiện lớn trong dư luận. Tang lễ của anh cũng được coi là một trong những đám tang lớn nhất của nghệ sĩ Việt Nam và là "đám tang ồn ào nhất Sài Gòn bấy giờ". Những đồng nghiệp của Lê Công sau đó đã giúp chuẩn bị hậu sự cho anh vì người thân duy nhất lúc đó của anh, bà Lê Thị Ngoan, không đủ khả năng để cáng đáng. Thi hài nam diễn viên được đem đi hoả táng tại Bình Hưng Hoà và mộ của anh lập tại chùa Nghệ Sĩ, quận Gò Vấp đến nay.

## Đời tư
Lê Công Tuấn Anh từng hẹn hò với nữ người mẫu Minh Anh. Trong thời gian hẹn hò, anh vướng phải nhiều lùm xùm về chuyện tình cảm bắt nguồn từ sự săn đón của người hâm mộ. Hai người sau đó đã chia tay nhau. Nhiều tin đồn khi đó tiết lộ rằng một diễn viên trẻ chính là nguyên nhân của mọi cuộc giận hờn, chia tay và "dọa" tự tử. Sau khi Lê Công Tuấn Anh qua đời, người mẫu Minh Anh nhân dịp 12 năm ngày mất của Lê Công đã lên tiếng cho biết cô là người bị phản bội trong mối quan hệ với Lê Công, đồng thời cáo buộc Đào Vân Anh, lúc đó là một diễn viên mới gia nhập đoàn kịch nói Thành phố Hồ Chí Minh, là người thứ ba xen vào chuyện tình cảm giữa hai người. Vân Anh sau đó đã phủ nhận điều này và cho biết Lê Công chia tay với Minh Anh trước khi muốn tiến đến một mối quan hệ với cô, dù sau đó cô đã từ chối. Nữ diễn viên cũng tiết lộ rằng sau khi nam diễn viên mất, cô luôn bị Minh Anh quấy rối, thậm chí là bị tố có thai với Lê Công Tuấn Anh.

## Tác phẩm

### Kịch nói
| Năm        | Vở kịch                  | Vai diễn    | Ghi chú                                                                           | Nguồn              |
| ---------- | ------------------------ | ----------- | --------------------------------------------------------------------------------- | ------------------ |
| Trước 1990 | Ngộ nhận                 |             | Vở kịch đầu tay do Lê Công tự sáng tác, đảm nhận cả vai trò đạo diễn và diễn viên | [ 6 ] [ 7 ] [ 14 ] |
| Trước 1990 | Lá sầu riêng             | Sang        |                                                                                   | [ 38 ]             |
| Trước 1990 | Người tình trễ xe        |             |                                                                                   | [ 39 ]             |
| Trước 1990 | Hoàng tử và lão chăn cừu |             |                                                                                   | [ 5 ] [ 7 ] [ 15 ] |
| Trước 1990 | Vực thẳm chiều cao       | Bảo vệ Đông |                                                                                   | [ 5 ] [ 7 ] [ 15 ] |
| Trước 1990 | Trà hoa nữ               |             |                                                                                   | [ 5 ] [ 7 ] [ 15 ] |
| Trước 1990 | Nhân danh công lý        |             |                                                                                   | [ 5 ] [ 7 ] [ 15 ] |
| Trước 1990 | Lôi vũ                   | Chu Xung    | Vai diễn được anh đóng thế cho diễn viên Lâm Hùng                                 | [ 5 ] [ 7 ] [ 15 ] |
| Sau 1990   | Đời luận anh hùng        |             |                                                                                   | [ 5 ] [ 7 ] [ 15 ] |
| Sau 1990   | Đèn không hắt bóng       |             |                                                                                   | [ 5 ] [ 7 ] [ 15 ] |
| Sau 1990   | Tôi ơi! Đừng tuyệt vọng  |             |                                                                                   | [ 5 ] [ 7 ] [ 15 ] |
| 1995       | Bước qua lời nguyền      | Sỏi         |                                                                                   | [ 5 ] [ 7 ] [ 15 ] |

### Phim

#### Điện ảnh
| Năm  | Phim                                         | Ghi chú                                               | Vai diễn            | Nguồn  |
| ---- | -------------------------------------------- | ----------------------------------------------------- | ------------------- | ------ |
| 1989 | Tìm vàng                                     | Vai diễn đầu tiên trên phim ảnh; gồm 4 tập phim       | Họa sĩ              | [ 16 ] |
| 1989 | Phạm Công – Cúc Hoa                          |                                                       |                     | [ 16 ] |
| 1990 | Vị đắng tình yêu                             |                                                       | Quang "Đông-ki-sốt" | [ 18 ] |
| 1990 | Tuổi thơ dữ dội                              |                                                       |                     | [ 40 ] |
| 1990 | Sao phượng còn buồn                          |                                                       | Toàn                | [ 7 ]  |
| 1990 | Em không thể xa anh                          |                                                       |                     | [ 41 ] |
| 1991 | Tây Sơn Hiệp Khách                           |                                                       | Quan triều đình     | [ 16 ] |
| 1991 | Cô thủ môn tội nghiệp                        |                                                       | Công                | [ 42 ] |
| 1991 | Bến bờ khát vọng                             |                                                       |                     | [ 43 ] |
| 1991 | Vị đắng tình yêu 2                           |                                                       |                     | [ 40 ] |
| 1991 | Tráng sĩ Bồ Đề                               | Chuyển thể từ truyện dã sử cùng tên của Trương Tửu    |                     | [ 44 ] |
| 1992 | Vĩnh biệt mùa hè                             |                                                       | Long                | [ 45 ] |
| 1992 | Em còn nhớ hay em đã quên                    |                                                       | Quang Sơn           | [ 46 ] |
| 1992 | Anh chỉ có mình em                           |                                                       | Hoan                | [ 47 ] |
| 1992 | Người đi tìm dĩ vãng                         | Chuyển thể từ tiểu thuyết Ăn mày dĩ vãng của Chu Lai  |                     | [ 48 ] |
| 1992 | Chiếc mặt nạ da người                        |                                                       |                     | [ 47 ] |
| 1992 | Hiệp sĩ cuối cùng                            |                                                       | Phong               | [ 47 ] |
| 1992 | Hoa đồng nội (Tôi và em)                     |                                                       |                     | [ 49 ] |
| 1992 | Chuyện tình thời Sida                        |                                                       | Hà                  | [ 40 ] |
| 1992 | U tôi                                        |                                                       |                     | [ 41 ] |
| 1992 | Sắc hoa màu nhớ                              |                                                       | Nhơn                | [ 41 ] |
| 1992 | Bản tình ca cuối cùng                        |                                                       |                     | [ 41 ] |
| 1992 | Xác chết trên cao nguyên                     |                                                       |                     | [ 41 ] |
| 1993 | Em và Michael Jackson                        |                                                       | Bạn thân nam chính  | [ 41 ] |
| 1993 | Hoa trinh nữ                                 |                                                       |                     | [ 50 ] |
| 1993 | Đứa con rơi                                  |                                                       |                     | [ 50 ] |
| 1993 | Vòng vây tội lỗi                             |                                                       | Minh                | [ 47 ] |
| 1993 | Lửa trầm                                     |                                                       |                     | [ 51 ] |
| 1993 | Hoa quỳnh nở muộn                            |                                                       | Long                | [ 47 ] |
| 1993 | Bên bờ ảo vọng                               |                                                       |                     | [ 52 ] |
| 1993 | Bông hồng cho em                             |                                                       |                     | [ 52 ] |
| 1993 | Bản tình ca cuối cùng                        |                                                       |                     | [ 53 ] |
| 1993 | Lời thề                                      |                                                       |                     | [ 54 ] |
| 1993 | Sau trận phong ba                            |                                                       |                     | [ 55 ] |
| 1993 | Lá sầu riêng                                 |                                                       |                     | [ 56 ] |
| 1993 | Bên dòng sông Trẹm 2                         |                                                       | Triệu Vỹ            | [ 57 ] |
| 1993 | Trái tim chó sói                             |                                                       |                     | [ 58 ] |
| 1993 | Viên hồng ngọc                               |                                                       |                     | [ 59 ] |
| 1993 | Giọt đắng tình say                           |                                                       |                     | [ 8 ]  |
| 1993 | Giang hồ trinh nữ                            |                                                       |                     | [ 60 ] |
| 1993 | Ngọc trảng thần công (Tây Sơn Hiệp Khách 2)  |                                                       |                     | [ 61 ] |
| 1994 | Gọi tình yêu quay về                         |                                                       | Tùng                | [ 62 ] |
| 1994 | Đoạn cuối ở Bangkok                          |                                                       | Văn                 | [ 42 ] |
| 1994 | Mùa săn máu                                  |                                                       |                     | [ 63 ] |
| 1994 | Yểu điệu thục nữ                             |                                                       |                     | [ 64 ] |
| 1994 | Áo trắng sân trường                          | Chuyển thể từ tiểu thuyết Nữ sinh của Nguyễn Nhật Ánh |                     | [ 57 ] |
| 1994 | Hải đường trắng                              |                                                       | Tùng Dương          | [ 57 ] |
| 1994 | Trong vòng tay chờ đợi, tình ngỡ đã phôi pha |                                                       |                     | [ 45 ] |
| 1995 | Mặt trời đêm                                 |                                                       | Đại                 | [ 41 ] |
| 1995 | Mảnh đất tình đời                            |                                                       |                     | [ 41 ] |
| 1995 | Chuyện tình hồ than thở                      |                                                       |                     | [ 7 ]  |
| 1995 | Cuộc tình đam mê                             |                                                       |                     | [ 65 ] |
| 1995 | Xích lô                                      |                                                       | Vũ công say rượu    | [ 66 ] |
| 1996 | Vĩnh biệt Cali                               |                                                       |                     | [ 45 ] |
| 1996 | Cha tôi và hai người đàn bà                  | phim video                                            | Tường               | [ 67 ] |

#### Truyền hình
| Năm  | Phim                 | Ghi chú                                                                               | Vai diễn             | Nguồn  |
| ---- | -------------------- | ------------------------------------------------------------------------------------- | -------------------- | ------ |
| 1993 | Huyền thoại mẹ       |                                                                                       | Trung tá Lợi         | [ 68 ] |
| 1994 | Vòng hoa Chăm-pây    |                                                                                       |                      | [ 7 ]  |
| 1996 | Tình biển            |                                                                                       |                      | [ 69 ] |
| 1996 | Người đẹp Tây Đô     |                                                                                       | Quang                | [ 23 ] |
| 1996 | Ngọt ngào và man trá |                                                                                       | Cường Tuấn/Hùng Tuấn | [ 25 ] |
| 1996 | Nàng Hương           | Vai diễn cuối cùng của Lê Công Tuấn Anh; bị bỏ dở ở tập 6 do nam diễn viên đã qua đời | Kiệt                 | [ 71 ] |

### Video âm nhạc
| Năm  | Tiêu đề               | Sáng tác                                  | Ca sĩ         | Ghi chú                              | Nguồn  |
| ---- | --------------------- | ----------------------------------------- | ------------- | ------------------------------------ | ------ |
| 1996 | "Người tình mùa đông" | Miyuki Nakajima, Anh Bằng (viết lời Việt) | NSND Hồng Vân | Đảm nhận vai trò diễn chính trong MV | [ 72 ] |

## Giải thưởng
| Năm  | Lễ trao giải                                   | Hạng mục                                         | Tên phim                  | Vai diễn            | Kết quả         | Nguồn                |
| ---- | ---------------------------------------------- | ------------------------------------------------ | ------------------------- | ------------------- | --------------- | -------------------- |
| 1993 | Liên hoan phim Việt Nam lần thứ 10             | Nam diễn viên chính xuất sắc (phim truyện nhựa)  | Vị đắng tình yêu          | Quang "Đông-ki-sốt" | Đoạt giải       | [ 4 ] [ 8 ] [ 47 ]   |
| 1993 | Liên hoan phim Việt Nam lần thứ 10             | Nam diễn viên chính xuất sắc (phim truyện video) | Em còn nhớ hay em đã quên | Quang Sơn           | Đoạt giải       | [ 4 ] [ 8 ] [ 47 ]   |
| 1993 | Giải Bình chọn Văn nghệ sĩ được yêu thích nhất | Diễn viên được yêu thích nhất                    | Anh chỉ có mình em        | Hoan                | Đoạt giải       | [ 14 ] [ 23 ] [ 24 ] |
| 1994 | Giải Bình chọn Văn nghệ sĩ được yêu thích nhất | Diễn viên được yêu thích nhất                    | Anh chỉ có mình em        | Hoan                | Đoạt giải       | [ 14 ] [ 23 ] [ 24 ] |
| 1995 | Giải Mai Vàng                                  | Nghệ sĩ được yêu thích nhất trong năm            | Mặt trời đêm              | Đại                 | Đoạt giải       | [ 14 ] [ 23 ] [ 24 ] |
| 1995 | Hội diễn Sân khấu Toàn quốc                    | —                                                | Bước qua lời nguyền       | Sỏi                 | Huy chương vàng | [ 10 ] [ 15 ] [ 34 ] |